# NHL 20
 (avril 2020).
Si vous disposez d'ouvrages ou d'articles de référence ou si vous connaissez des sites web de qualité traitant du thème abordé ici, merci de compléter l'article en donnant les références utiles à sa vérifiabilité et en les liant à la section « Notes et références ».
NHL 20 est un jeu vidéo de hockey sur glace développé par EA Canada et édité par EA Sports. C'est le 29ème opus de la série de jeux NHL et est sorti sur PlayStation 4 et Xbox One le 13 septembre 2019. James Cybulski et Ray Ferraro sont les commentateurs du jeu. Auston Matthews des Maple Leafs de Toronto qui figure sur la couverture du jeu.